# 莫亞 (古巴)

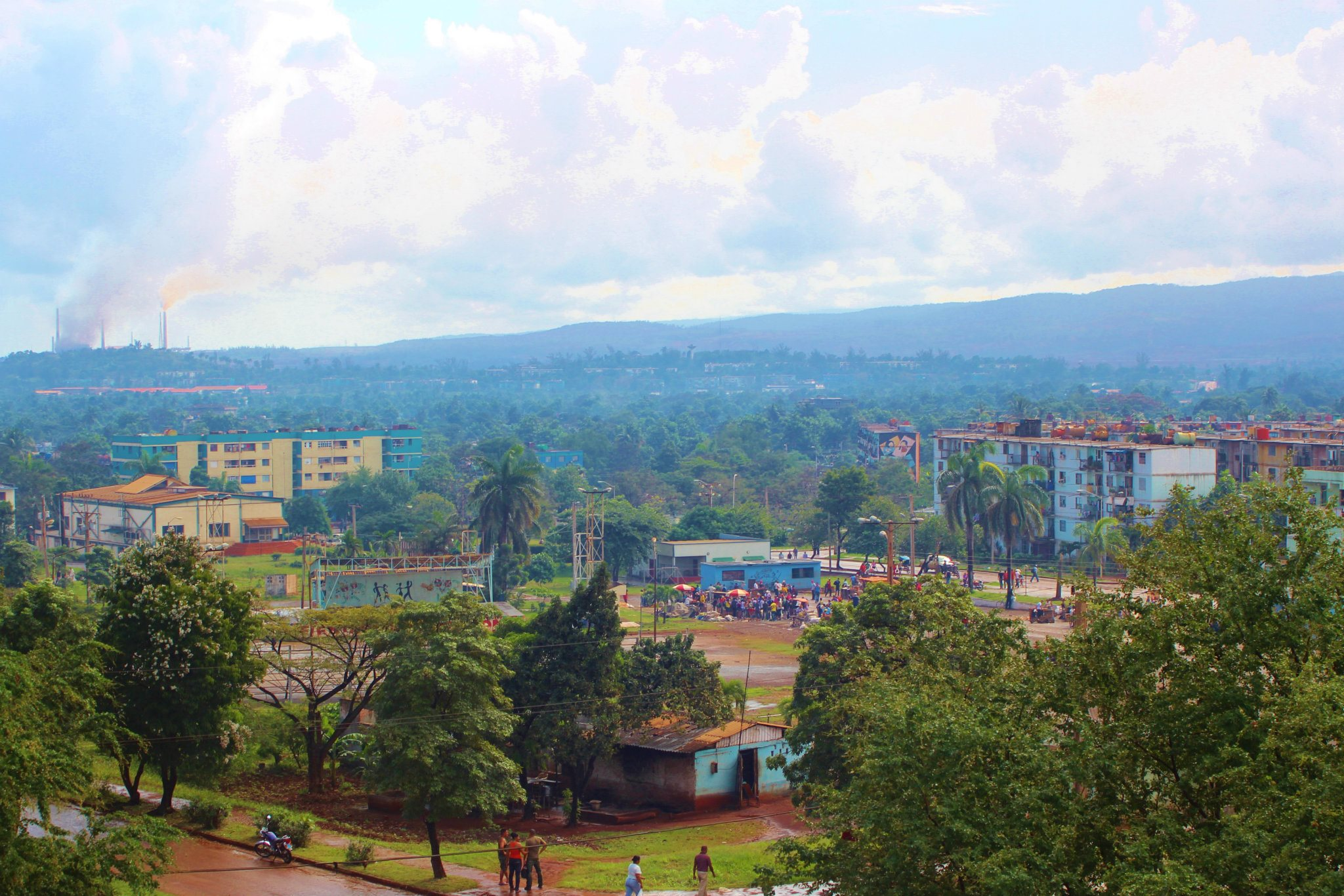

莫阿（西班牙語：Moa）是古巴的城鎮，位於該國東南部，属奧爾金省，面積730平方公里，海拔高度5米，主要經濟活動有鎳礦業，是古巴最主要的镍产地。2004年人口71,079，人口密度為每平方公里97.4人。